# Trinophylum cribratum
Trinophylum cribratum là một loài bọ cánh cứng trong họ Cerambycidae.